# Йелише
Йелише (в съвременни транслитерации: Йехише, Ехише, Йегхише, Егише) е арменски историк от 5 век.

## Биография
Сведенията за живота на Йелише (Елисей) са сравнително малобройни. Предполага се, че е роден между 410 и 415 г. Знае се, че е бил сред най-младите ученици на католикос Сахак Партев и Месроп Мащоц. Заедно с Мовсес Хоренаци и други ученици през 434 г. отпътува за Александрия в Египет, като пътьом посещава град Едеса в Северна Месопотамия. В Александрия учи в школата на Кирил Александрийски. След завръщането си в родината Йелише става военен и секретар на спарапета (върховния главнокомандващ) на Армения Вардан Мамиконеан. След арменското въстание от 450 – 451 г. напуска войската и става отшелник в областта Мокк (Мокс). Книгата си, както и други творби, съчинява в усамотение. Йелише умира в южноарменската област Рштуник. Предполага се, че се е споминал между 470 и 475 г.
Най-важното съчинение на Йелише е „За Вардан и арменската война“.